# N369 (België)

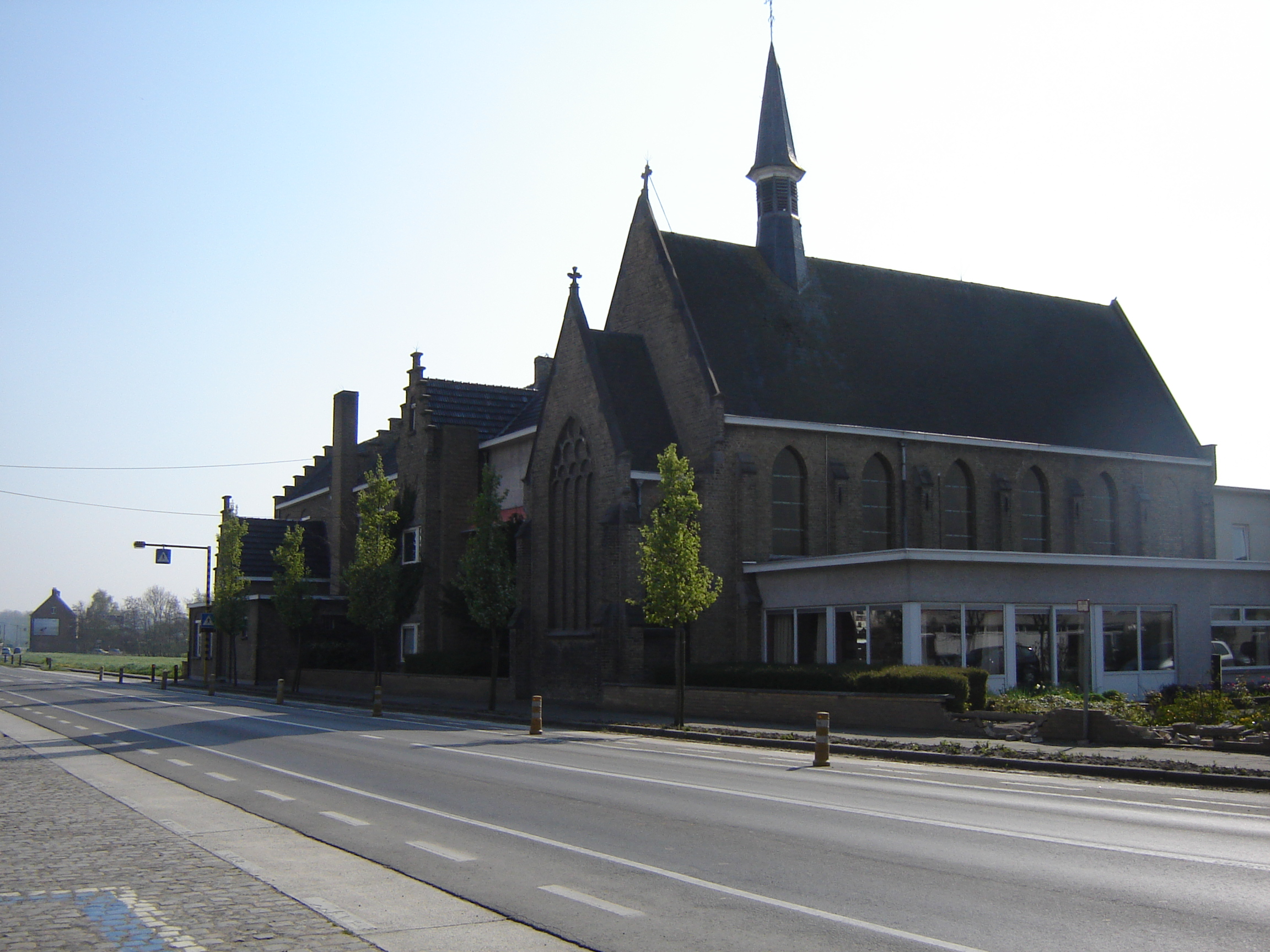
De N369 langs de basisschool in Woumen

De N369 is een secundaire weg in de Belgische provincie West-Vlaanderen. De weg loopt in noord-zuidrichting tussen Middelkerke en Ieper. Tijdens de Eerste Wereldoorlog volgde de weg de richting van het westfront langs de IJzer en de Ieperlee naar de Ieperboog. De route heeft een lengte van ongeveer 42 kilometer.

## Traject
Het traject van de N369 bestaat uit een aantal opeenvolgende wegen en loopt hoofdzakelijk door het landelijk gebied van De Polders en de IJzervlakte en doet daarbij enkele dorpskernen aan. De weg begint in het noorden in De Polders aan de N33, op de grens van Oostende en Middelkerke. Daarna loopt de weg licht kronkelend via het centrum van Leffinge naar het centrum van het Slijpe. Daar buigt de route zich af en volgt er zuidwaarts de weg naar het centrum van het dorpje Sint-Pieters-Kapelle. Daar sluit de route aan op de N367 tussen Nieuwpoort en Brugge. Vanuit Sint-Pieters-Kapelle is de N369 een brede, meestal rechte, weg zuidwaarts via de dorpskernen van Leke, Keiem en Beerst naar het stadscentrum van Diksmuide. De N369 is zowel in noordelijke als zuidelijke richting de belangrijkste invalsweg van die stad. Zuidwaarts loopt de weg verder naar het centrum van Woumen, en daarna verder tussen de dorpskernen van Merkem, Bikschote en Zuidschote in. Tussen Bikschote en Zuidschote kruist de weg het Ieperleekanaal in Steenstrate en buigt daarna in Lizerne sterker zuidwaarts af, om ongeveer het tracé van het Ieperleekanaal te volgen. De weg loopt nog langs de dorpskern van Boezinge om te eindigden in Ieper.
De lange trajecten tussen Ieper, Diksmuide en de kust waren reeds aangeduid op de 16de-eeuwse kaart van het Brugse Vrije van Pieter Pourbus en de Ferrariskaart van de jaren 1770. In de loop van de 19de eeuw werden stukken van het tracé Ieper-Diksmuide rechtgetrokken. In de jaren 1970 werd het tracé Diksmuide-Middelkerke verbreed en rechtgetrokken.

## Straatnamen
De route bestaat uit een opeenvolging van verschillende straten en draagt in de verschillende gemeente verschillende namen.
Middelkerke
- Leffingestraat
- Dorpsstraat
- Slijpesteenweg
- Diksmuidestraat

Diksmuide
- Oostendestraat
- De Breyne Peellaertstraat
- Koning Albertstraat
- Woumenweg
- Iepersteenweg

Houthulst
- Iepersteenweg

Langemark-Poelkapelle
- Provincieweg

Ieper
- Diksmuidseweg
- Randweg

## Bezienswaardigheden
Langs de weg bevinden zich verschillende monumenten en sites.
- De Onze-Lieve-Vrouwekerk van Leffinge
- Het beschermde kerkplein van Leffinge
- De begraafplaats van Leffinge, met het beschermde Duits mausoleum
- De Sint-Niklaaskerk van Slijpe
- De Sint-Pieterskerk van Sint-Pieters-Kapelle
- De Belgische militaire begraafplaats van Keiem
- Het voormalig klooster en de kerk van de paters Recollecten of Minderbroeders Franciscanen in Diksmuide.
- De Sint-Rochuskapel en vier pesthuisjes, in Diksmuide
- Het Esenkasteel
- De Sint-Andreaskerk van Woumen
- Het voormalig gemeentehuis van Woumen
- Het beschermde monument voor de oorlogsslachtoffers van Woumen
- Het natuurgebied De Blankaart, met het Blankaart Kasteel
- De Kapel Onze-Lieve-Vrouw van Langewaede in Merkem
- Het oorlogsgedenkteken voor de bijdrage van de 3de Belgische legerafdeling in de Slag van Merkem.
- De naamsteen voor de slag van 17 april 1918 bij het gehucht De Kippe.
- Het beschermde gedenkkruis voor slachtoffers van de eerste gasaanval van 22 april 1915 in Zuidschote
- Talana Farm Cemetery
- Bard Cottage Cemetery
- De Site John McCrae met Essex Farm Cemetery
- Duhallow A.D.S. Cemetery
- Het standbeeld voor Armand Van Eecke

## Aftakkingen

### N369a
De N369a is een 2 kilometer lange verbindingsweg van de N369 door de plaats Boezinge heen. De N369 zelf gaat om Boezinge heen.

### N369b
De N369b is een 4,9 kilometer lange aftakking van de N369 door de plaatsen Keiem en Leke heen. De weg is vooral bedoeld voor het lokale verkeer. De N369 ligt meer aan de rand van deze twee plaatsen.